# Semiricinula chrysostoma
Semiricinula chrysostoma is een slakkensoort uit de familie van de Muricidae. De wetenschappelijke naam van de soort is voor het eerst geldig gepubliceerd in 1844 door Deshayes.